# Den kärleken!
Denna artikel handlar om Anne Charlotte Lefflers komedi Den kärleken! För Tove Lefflers roman med samma namn, se Den kärleken.
Den kärleken! - Komedi i två akter är en komedi av Anne Charlotte Leffler, utgiven 1891 som en del av samlingen Tre komedier. Pjäsen hade urpremiär 1890.

## Handling
Handlingen utspelar sig i två akter. Den första är förlagd till Fru Sandströms våning i staden, den andra till Rudolf Wilsons boställe på landet.

### Akt I
Den första akten inleds med att Vendla ska repetera ett föredrag hon ska hålla nästkommande dag. De övriga inackorderade agerar publik. När Vendla läst upp den tilltänkta rubriken, "Om mannens polygamiska och kvinnans monogamiska instinkter", blir Rudolf förargad och lämnar rummet, då han inte anser det anständigt för en ung kvinna likt Vendla att prata om sexualitet.
När känslorna lagt sig ett slag vill Rudolf be om ursäkt till Vendla, men hindras från att göra så av Gunborg. Efterhand tillåts Rudolf dock göra det, varpå han och Vendla kysser varandra. Giftermål kommer på tal, men Vendla ställer en rad villkor för att denna plan ska kunna realiseras (hon vill studera och inte vara hemmafru, hon vill ha ett eget rum samt skriva ett äktenskapsförord). Rudolf anser dessa krav opassliga för en kvinna att ställa, varpå han återigen brusar upp. När han tänker lämna rummet, tar Vendla tillbaka sina krav och omfamnar honom. Akten avslutas med att Fru Sandström och Gunborg meddelas att paret ska förlova sig. Ingenting nämns dock om att Vendla tagit tillbaka de krav hon ställde.

### Akt II
När den andra akten inleds har Vendla och Rudolf gift sig och bor i Rudolfs ställe på landet. Läsaren får veta att Gunborg och Mina ska besöka paret och att Rudolf inte vill att så ska ske. Under besöket ska Vendla sova i ett eget rum eftersom Gunborg tror att Vendla fick gehör för detta krav. Gunborg och Mina förstår dock snart att Vendla inte alls fått igenom sina krav, utan tvärtom gått in i äktenskapet på makens villkor. I pjäsens slutskede tränger sig Rudolf in i det rum där damerna bor, varpå gräl uppstår. Vendla blir den som viker sig och kastar sig om makens hals, varpå de både lämnar rummet. Pjäsen avslutas med att Gunborg fäller repliken "Det är i alla fall något bra eget med den kärleken!".

## Personer
- Fru Sandström, änka med inackorderingar.
- Vendla Sundberg, 20 år, student, boende hos fru Sandström, sedermera gift med Rudolf.
- Gunborg Edlén, 30 år, lärarinna, boende hos fru Sandström, enligt Rudolf ansvarig för att ha spridit feministiska idéer till Vendla.
- Mina Johnson, 26 år, kontorist, boende hos fru Sandström.
- Rudolf Wilson, jägmästare, boende hos fru Sandström, sedermera gift med Vendla Sundberg.
- Notarien Asp, boende hos fru Sandström.